# Horstfelder und Hechtsee
Horstfelder und Hechtsee ist ein 248,27 Hektar großes Naturschutzgebiet im Landkreis Teltow-Fläming in Brandenburg.

## Lage und Geschichte
Das Naturschutzgebiet liegt in den Naturräumen Mittelbrandenburgische Platten und Niederungen sowie Ostbrandenburgisches Heide- und Seengebiet. Es besteht aus flachwelligen Grundmoränenplatten, mit Hügeln besetzten Endmoränen, vermoorten Niederungen und Dünen, die sich mit flachen und schwach geneigten Sandern abwechseln. Es entstand zwischen dem Saale-Komplex und der Weichsel-Kaltzeit am Rande eines Urstromtals.
Die unter Schutz stehende Fläche liegt dabei östlich des namensgebenden Ortsteils Horstfelde der Stadt Zossen. Es wird im Norden von der Bundesstraße 246, dem Zossener Ortsteil Nächst Neuendorf sowie dem Königsgraben begrenzt. Östlich liegt das Zossener Stadtzentrum; der Nottekanal fließt von Süden kommend in nordöstlicher Richtung am Naturschutzgebiet entlang. Im Süden liegt die Gemeinde Am Mellensee, südwestlich dessen Ortsteil Saalow.
Im nördlichen Teil des Schutzgebietes liegt der Horstfelder See, der aus zwei Teilseen besteht; im Süden der mittlerweile fast vollständig verlandete Hechtsee. Er war zu einem früheren Zeitpunkt über das Nottefließ mit dem Horstfelder See verbunden. Südlich des Sees quert der Saalowgraben von West nach Ost und entwässert in den Nottekanal. Auf der Gemarkung befinden sich weitere Kleingewässer, die durch Abgrabungen oder Verlandungen entstanden.

## Flora und Fauna
Eine Untersuchung im Jahr 2015 ging davon aus, dass die potenziell natürliche Vegetation im nördlichen Bereich des Gebietes aus einem Schwarz-Erlen-Niederungswald in Kombination mit einem Eichen-Hainbuchen-Wald bestehen würde. Die Experten kamen weiterhin zu dem Schluss, dass sich an das Gebiet im Nordwesten ein Draht-Schmielen- und Straußgras-Eichenwald, südlich davon ein Sternmieren-Stieleichen-Hainbuchenwald anschließen würde. Im südlichen Bereich befände sich ein Bruchwald sowie ein Sumpfgebiet mit Schwarz-Erlen. Im 21. Jahrhundert ist die Fläche jedoch durch den Wechsel der nassen und feuchten Standorte geprägt: Moore und Sümpfe nehmen rund 57,6 % der Fläche ein.  An den dominierenden Gewässern wachsen ausgedehnte Bestände an Röhricht. Hinzu kommt die Asch-Weide, die Lorbeer-Weide sowie auf kalkreichen Böden auch der Kreuzdorn. An den Randbereichen hat sich durch die landwirtschaftliche Nutzung der Schwarze Holunder verbreitet. Gras- und Staudenfluren umfassen rund 29,1 % der Fläche, während Wald- und Forstflächen nur rund 8,2 % einnehmen. Als besonders wertgebend, weil gefährdet, wurden die Strand-Grasnelke, das Moor-Reitgras, die Schwarzschopf-Segge, die Reichenbachs Zittergrassegge, der Wasserschierling, das Breitblättrige Knabenkraut, die Sand-Strohblume, die Sumpf-Platterbse sowie der Zungenhahnenfuß nachgewiesen.
Im Gebiet leben weiterhin der Fischotter, der die Gewässerkette über den Mellensee bis zum Prierowsee nutzt (Gemarkung von Dabendorf). Durch Netzfänge und vergleichbare Maßnahmen konnten weiterhin sechs von 18 in Brandenburg lebenden Fledermausarten, darunter die Breitflügelfledermaus und der Große Abendsegler, nachgewiesen werden. Sie nutzen das Gebiet hauptsächlich zur Jagd. Durch einen indirekten Nachweis wurde ein als gut einzustufender Bestand der Schmalen Windelschnecke sowie die stark gefährdete Bauchige Windelschnecke nachgewiesen. Hinzu kommen die Gefleckte Heidelibelle sowie die Kleine Schnauzenschnecke. Das Naturschutzgebiet wird weiterhin von zahlreichen Brutvögeln genutzt, beispielsweise der Rohrdommel, dem Weißstorch, dem Rotmilan, dem Seeadler und dem Eisvogel.

## Nutzung, Zustand und Entwicklung
Rund 92 % der Fläche sind in Privatbesitz, gefolgt von Treuhand, öffentlicher Hand, ein geringer Anteil an Genossenschaftsbesitz sowie Kirchenbesitz. Im Rahmen von Jagdpachten findet eine jagdliche Nutzung statt, während Fischwirtschaft und Angelsport nicht mehr betrieben werden.
Ein Maßnahmenplan empfiehlt zahlreiche Maßnahmen zur Verbesserung des Gebietszustandes. So sollte beispielsweise ein ausreichender Wasserstand sichergestellt werden, die Wasserqualität verbessert und der Moor- und Flachwasserkomplex entwickelt werden. Einzelne Flächen sollten kurzfristig gemäht werden, mittel- und langfristig eine Naturverjüngung unter anderem durch die Entnahme fremder Baumarten vorgenommen werden.